# Ottokar Schlechta von Wschehrd
Ottokar Maria Schlechta von Wschehrd (født 20. juli 1825 i Wien, død 18. december 1894 sammesteds) var en østrigsk friherre, orientalist og digter. Han var søn af Franz Xaver Schlechta von Wschehrd.
Schlechta von Wschehrd blev uddannet ved det orientalske akademi i Wien, trådte derefter i diplomatisk tjeneste i Konstantinopel. I 1861 blev han direktør for det orientalske akademi i Wien, 1870 sendtes han som generalkonsul til Bukarest. Senere var han østrigsk gesandt i Persien. Schlechta von Wschehrd følte sig navnlig tiltrukken af den orientalske poesi, og han har af denne givet en række oversættelser, der vidner lige så meget om hans fine digterbegavelse som om hans forståelse af og kærlighed til Orienten, således navnlig Djâmis Behâristân, Saadis Bûstân, Ibn Jemins brudstykker og Firdausis Jûsuf og Zalîkha (Suleicha). Han har tillige skrevet forskellige bøger om Orientens historie og leveret en tyrkisk fremstilling af den europæiske folkeret. Hans store samling af orientalske håndskrifter blev efter hans død indlemmet i det kejserlige bibliotek i Wien.